# Maarten Kloos
Maarten Kloos (Haarlem, 1947) is een Nederlands architect en bestuurder.
In 2000 werd hem de Rotterdam-Maaskantprijs toegekend.

## Leven

### Studie en onderwijs
Kloos studeerde bouwkunde aan de Technische Universiteit Delft. Tijdens en na zijn studie werkte hij bij verscheidene architecten in Amsterdam (Oyevaar, Stolle van Van Gool, Herman Hertzberger) en Parijs (Jean Dubuisson).
Vanaf 1979 doceerde hij architectonische vormgeving aan de Technische Universiteit Delft en aan diverse academies. Van 1981 tot 1986 was hij hoofd van de afdeling Architectuur aan de Academie van Bouwkunst Amsterdam. Door de jaren heen gaf hij vele lezingen aan architectuurscholen en -instituten in binnen- en buitenland.

### Loopbaan
Hij is directeur en medeoprichter van ARCAM, het Architectuur Centrum Amsterdam. Naast zijn werkzaamheden bij ARCAM leverde Kloos bijdragen aan publicaties en zat hij in jury’s (Archiprix, Prix du Moniteur, De Zeven Pyramides, Europan) en adviescommissies (onder andere de Stedebouwkundige Adviescommissie Museumplein).
Hij was curator van de expositie Remaking.NL die tijdens van de Expo 2000 in Hannover te zien was en directeur Cultuur van de Ronde van het Groene Hart, een professionele wielerkoers waarmee op zijn initiatief aandacht werd gevraagd voor de ruimtelijke ordening in de Randstad.
Hij is bestuurslid van de Stichting Het Van Doesburghuis in Meudon en de Stichting Europan Nederland, en is 2009 toegetreden tot de Raad van Toezicht van de Amsterdamse Hogeschool voor de Kunsten. Om de activiteiten van de Nederlandse architectuurcentra te coördineren nam Kloos in 1992 het initiatief tot de oprichting van het Overleg Lokale Architectuurcentra (OLA).
Bij ARCAM heeft hij debatten en tentoonstellingen georganiseerd over architectonische en ruimtelijke ontwikkelingen in de Amsterdamse regio.
Hij heeft in 1994-1995 veel werk verzet in de oprichting van een "Amsterdam Heritage Centre" in het voormalige Cineac gebouw. Maar de locatie kreeg toch een andere bestemming.

### Architectuurcriticus
Kloos schreef talloze artikelen, onder andere voor buitenlandse tijdschriften als L’Architecture d’Aujourd’hui en Werk, Bauen + Wohnen. Vanaf 1976 heeft hij regelmatig gepubliceerd in wonen-TA/BK (later Archis). Van dit blad was hij van 1990 tot en met 1997 redacteur. Daarnaast was hij van 1979 tot 1986 als architectuurcriticus verbonden aan De Volkskrant.

### ARCAM
Kloos introduceerde de ARCAM Pockets, een reeks meertalige pockets waarvan hij de eindredactie voert. Daarnaast was hij initiator van projecten als Boomtown Amsterdam (1988) en de ARCAM Kaart (1995). Deze digitale kaart kent verschillende navolgingen, waaronder de Nieuwe Kaart van Nederland.

### Boeken
- 1979: Le paradis terrestre de Picassiette, Parijs
- 1990: Alexander Bodon, architect, Rotterdam
- 1996: Schiphol Architecture, Amsterdam
- 1999: Godin van de Zuidas. De Minervalaan - as in tijd en ruimte, Amsterdam

- Bibsys: 90963271
- Bibliothèque nationale de France: cb12616444v (data)
- Digitale Bibliotheek voor de Nederlandse Letteren: kloo033
- International Standard Name Identifier: 0000 0001 2275 5816
- Library of Congress Control Number: n80012567
- Nationale Bibliotheek van Israël: 987007381790205171
- Nederlandse Thesaurus van Auteursnamen: 070880743
- RKD-Nederlands Instituut voor Kunstgeschiedenis: 258744
- Système universitaire de documentation: 114309744
- Union List of Artist Names: 500252721
- Virtual International Authority File: 131205
- WorldCat: E39PBJtX6GCX8vy4VYqThqgtKd